# Доклад США о торговле людьми

Отчет на карте по данным за 2019 год

Отчет о торговле людьми (ОТЛ) — это годовой отчёт, выпускаемый Управлением Государственного департамента США по мониторингу и борьбе с торговлей людьми.
В нём приводится рейтинг правительств на основе их предполагаемых усилий по признанию и борьбе с торговлей людьми.

## Система рейтинга
В отчете страны делятся на уровни в зависимости от их соответствия стандартам, изложенным в Акте о защите жертв торговли людьми (Trafficking Victims Protection Act (TVPA)) 2000 года. Эти уровни:
- Страны уровня 1: правительства которых полностью соблюдают минимальные стандарты TVPA.
- Страны уровня 2: правительства которых не полностью соблюдают все минимальные стандарты TVPA, но прилагают значительные усилия, чтобы привести себя в соответствие с этими стандартами.
- Страны уровня 2, правительства которых не полностью соблюдают минимальные стандарты TVPA, но прилагают значительные усилия, чтобы соответствовать этим стандартам, и:
  - Абсолютное число жертв тяжелых форм торговли людьми очень велико или значительно увеличивается; или же
  - Отсутствуют доказательства увеличения усилий по борьбе с тяжелыми формами торговли людьми по сравнению с предыдущим годом; или же
  - Определение того, что страна прилагает значительные усилия для приведения себя в соответствие с минимальными стандартами, было основано на обязательствах страны предпринять дополнительные меры в будущем в течение следующего года.
- Страны уровня 3: правительства которых не полностью соблюдают минимальные стандарты и не прилагают для этого значительных усилий.

Есть также несколько особых случаев (особый уровень), таких как Йемен, где гражданский конфликт и гуманитарный кризис затрудняют получение информации; и Синт-Мартен, где разрушения, вызванные ураганом Ирма, затруднили предоставление отчетов.

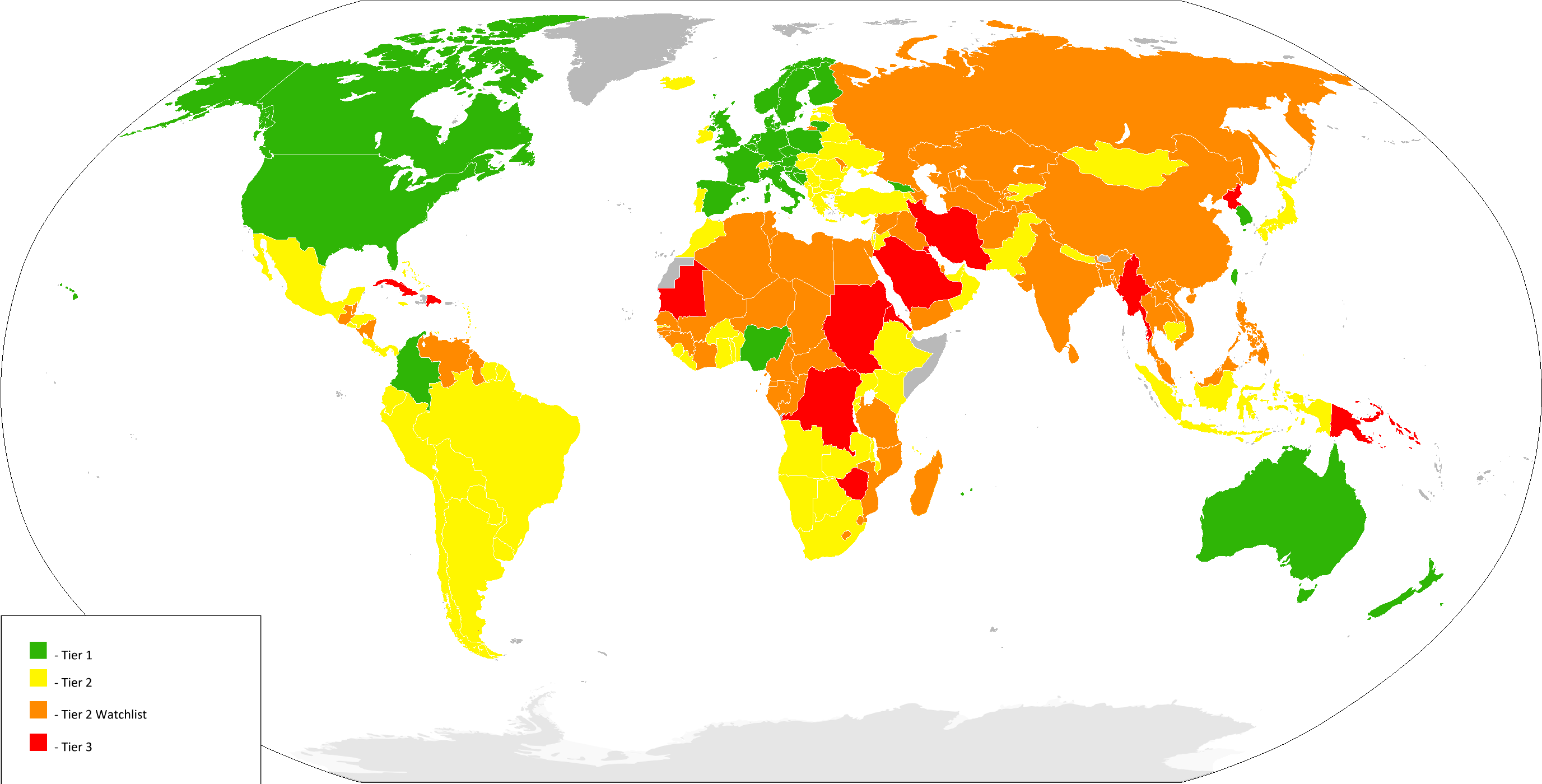
Выводы, касающиеся законодательной базы, существующей в различных странах для предотвращения/сокращения масштабов торговли людьми (эти выводы содержатся в докладе Государственного департамента по вопросам торговли людьми за 2010 год)

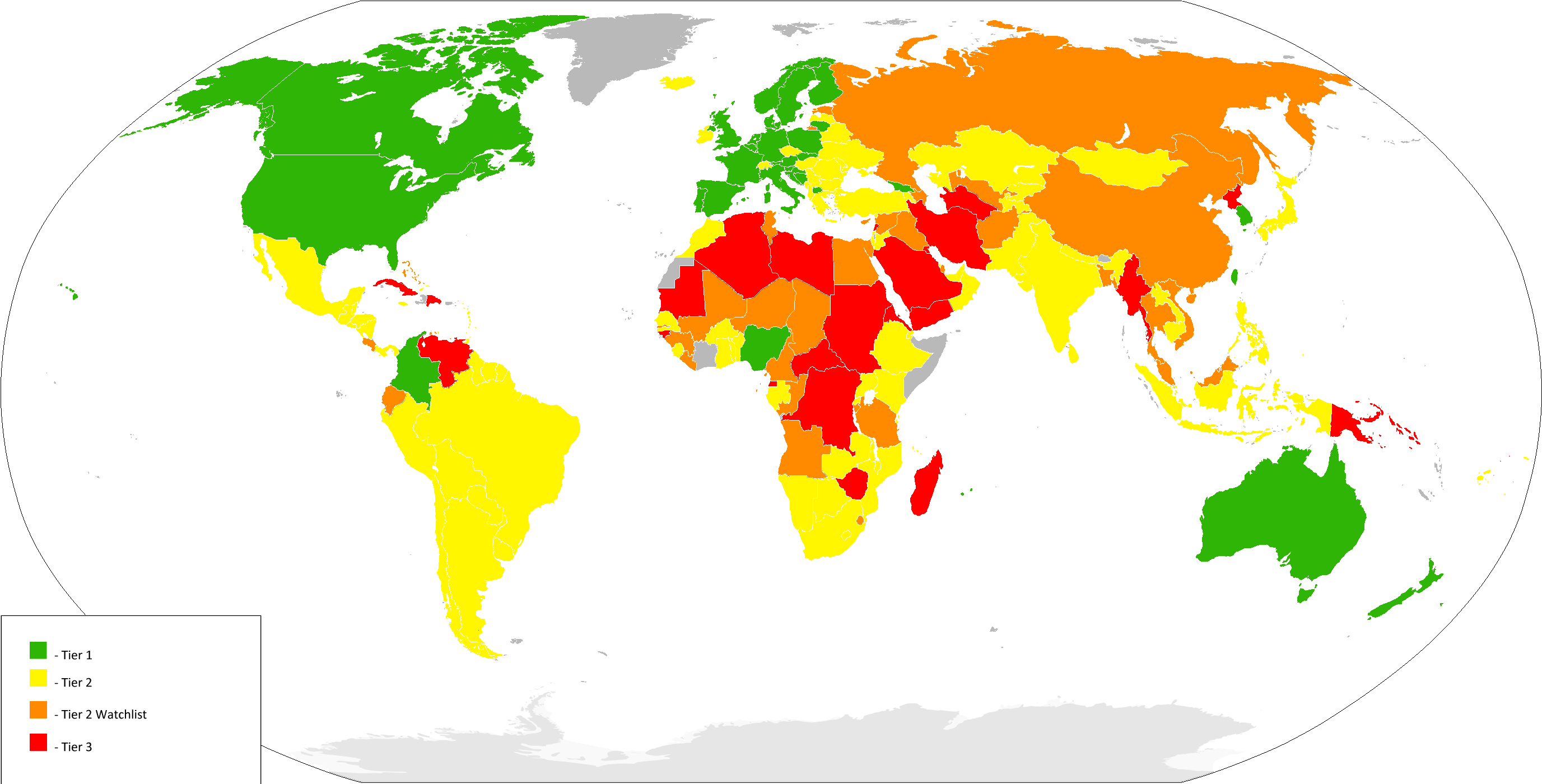
Выводы о законодательной базе, действующей в разных странах для предотвращения / сокращения торговли людьми (выводы взяты из Доклада Государственного департамента о торговле людьми за 2011 год)

## Критика
Некоторые критики Доклада о торговле людьми сосредотачиваются на том, как можно улучшить его методологию. Например, в одном недавнем научном исследовании предлагается, как рейтинги могут лучше включать факторы риска торговли людьми, чтобы больше внимания уделять профилактике. Другой критик утверждает, что Отчет должен включать «международные правила, которые государства (включая США) коллективно разработали и свободно принимали», а не сосредотачиваться на критериях, разработанных исключительно политиками США.
Другие критики более серьёзно ставят под сомнение методологию отчета и его источники, такие как антрополог Лаура Агустин, которая пишет, что отчет «опирается на предположения ЦРУ, полиции и посольства о ситуациях, которые не понимаются одинаково во всех культурах и социальных классах».

## Премия «Герой, выступающий за прекращение современного рабства»

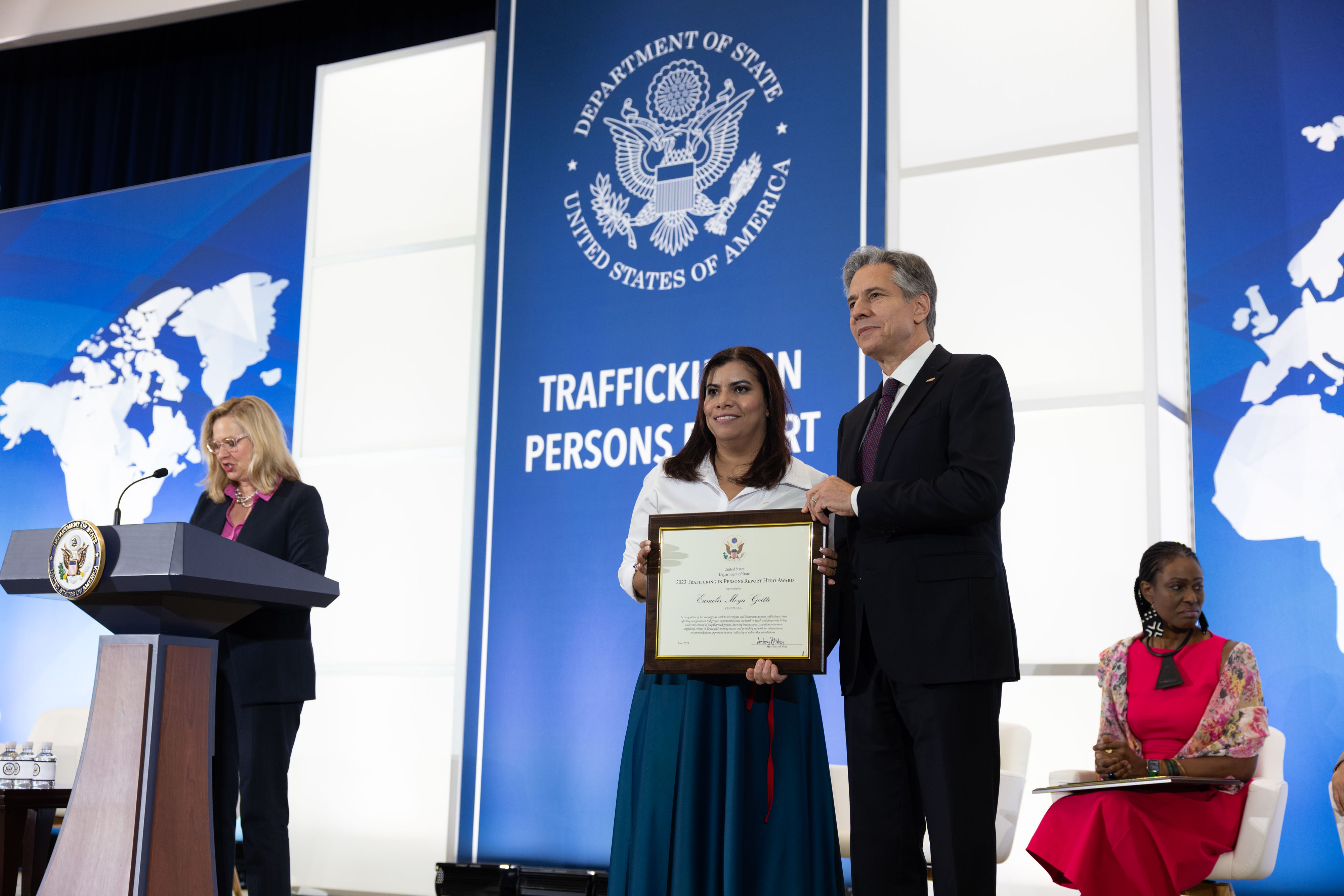
2023

В рамках этого доклада Государственный департамент объявляет о присуждении ряду лиц премий «Герой, выступающий за прекращение современного рабства». Первое такое награждение было в 2004 году. Награды присуждаются за действия, направленные на защиту жертв, привлечение правонарушителей к ответственности или повышение осведомленности о современном рабстве. К настоящему времени более 110 человек из более чем 60 стран мира были удостоены этой награды. Лауреаты премии приглашаются на большой прием в США, за которым следует экскурсия по нескольким американским городам.